# Gelis obesus
Gelis obesus là một loài tò vò trong họ Ichneumonidae.